# Os Dez Grandiosos (DC Comics)
Os Dez Grandiosos (no original, The Great Ten; Shi Hao Xia ou 十豪侠) é uma fictícia superequipe de super-funcionários da República Popular da China originada nas histórias em quadrinhos, criada por Grant Morrison, JG Jones, e Bennett Joe foram introduzido em 52 # 6 (Junho de 2006) publicadas pela editora americana DC Comics. Inspirados na história e cultura da China.
Situados em um complexo escondido dentro da Muralha da China, os 10 super-poderosos têm nomes que são um tanto diferenciados, pois são realmente traduzidos do chinês. Ao invés de seres super-heróis eles são super-funcionários, por questões governamentais – obviamente, eles estão envoltos a certa burocracia, já que são funcionários do governo chinês e geralmente são questionados por seus superiores sobre certas ações, já que eles que devem aprovar tudo que a equipe faz.

## Membros

### Médico Perfeito (Yao Fei)
Nascido em um pobre camponesa na província de Anhui, Yao Fei teve o sonho de se tornar médico. Como a universidade estava fora de questão para alguém em suas circunstâncias econômicas, ele se juntou ao Exército Popular de Libertação. Ele esperava que lhe dessem um cargo médico, mas decidiram colocá-lo em serviço geral. Foi nessas circunstâncias que Yao acabou em uma brigada que foi designada para reprimir um suposto levante no monastério de Palcho em Gyangze, no Tibete. Durante a missão, acidentalmente feriu um monge, Tenzin Cering. Yao estava horrorizado com o que tinha feito e congelou, e seu oficial comandante acabou matando ele, desencadeando uma explosão de fogo. Correndo por sua vida, ele encontrou abrigo com o pai de Cering, um médico. O ancião Cering disse a Yao que seu filho iria se tornar a última encarnação do "Médico Perfeito"; Já que Tenzin estava morto, Yao foi forçado a ocupar seu lugar. A sabedoria combinada e a experiência dos dezesseis médicos anteriores fluíram através dele, e ele aprendeu a usar o som para controlar a energia. Profundamente movido pela experiência, ele decidiu usar seus novos poderes, manipulação de matéria; utilização do som da voz para cura ou dano, para proteger o Tibete.

### Arqueiro Celestial (Xu Tao)
Quando garoto, ele viveu ao pé da montanha mais sagrada da China, vendendo suvenires à turistas, mas tudo muda quando ele descobre o fabuloso arco de Yi, o Arqueiro Excelente dos deuses, e torna-se um grande herói, responsável por manter os valores clássicos da cultura de seu povo. Mas sua tarefa se torna maldita quando os deuses invadem a China na primeira edição, forçando-o a escolher lados.

### Mente de Trovão (Zou Kang)
Bodhisattva, o que significa que seus poderes de ordem budista, que incluem tudo de super-velocidade à voo e a habilidade de aumentar ou diminuir seu tamanho. É dito também que ele tem algum tipo de telepatia e percepção extra-sensorial.

### Homem-Imortal Nas Trevas (Chen Nuo)
Ele é um piloto de elite da Força Aérea Chinesa que é recrutado para voar com o avião mais avançado da Terra, o Dragonwing. A armadura usada pelo Homem-Imortal na Escuridão é, na verdade, uma nave semi-viva que se une a ele lhe dando grandes poderes, mas, infelizmente, ela o mata vagarosamente em um nível molecular. Os poderes, com a armadura, incluem voo, mudança de forma, proteção, armas, computador interno e a habilidade de se difundir em substâncias formadas por fumaça.

### Augusto General de Ferro (Fang Zhifu)
O Augusto General de Ferro foi todo reformado pela bio-tecnologia durlaniana, fazendo com que ele ganhasse poderes bio-metálicos. Ele carrega todo um aparato de energia consigo. Com a queda de uma nave alienígena, Fang e seu time foram infectados por esta tecnologia exterior, mas com esta tecnologia capturada a China constrói toda a sua base para o programa de super-soldados e para uma nova geração de defesa civil.

### Raposa Assassina Fantasma
Ela fica dentro de um prédio de arte decô em Hong Kong e caça homens maus pelos becos da cidade. A misteriosa personagem vem de uma terra de Raposas Assassinas que está desaparecendo da realidade e ela captura o sangue de homens maléficos para manter seu incrível mundo fora da extinção. Graças aos seus esforços durante os anos, Hong Kong é a cidade com mais assombrações do mundo, todos trabalhando para ela.

### Os Sete Irmãos Assassinos (Yang Kei-Ying)
Ele tem a habilidade de se dividir em sete lutadores de artes marciais diferentes.

### Robô Shaolin
Um robô com habilidades marciais de Shaolin. Criado há século atrás como parte de um experimento do governo chinẽs de um pequeno exército autômato. Com o passar dos anos ele foi evoluindo de tecnologia e habilidades. Seu sistma operacional tem raízes nas infinitas variações do I-Ching, permitindo-lhe lidar com todas as complexidades da natureza humana.

### Mãe dos Campeões (Niang Guan Jun)
A Mãe dos Campeões dá luz a bebês que são super poderosos, mas que vivem pouco, com um tempo de vida de, no máximo, uma semana cada um – eles envelhecem 10 anos a cada 24 horas. A personagem é totalmente comprometida com seu papel na equipe, sacrificando seus filhos pelo bem do próprio país. Ela incorpora a capacidade do auto-sacrifício como ninguém mais.

### Guardião Vermelho Socialista (Gu Lao)
Com poderes solares que o tornam altamente radioativo, motivo pelo qual ele usa uma armadura de confinamento. Ele foi irradiado num acidente, tornando-o o objetivo mais radioativo da Terra, sendo forçado a utilizar esta armadura, só abrindo-a quando deseja atingir um inimigo.